# Gorgora
Gorgora este un oraș din Etiopia. În 2005 avea 4783 de locuitori.